# The Christmas Song
The Christmas Song (Merry Christmas to You) ist ein Weihnachtslied von Mel Tormé und Robert Wells, das der US-amerikanische Jazzmusiker Nat King Cole 1946 mit seinem The King Cole Trio veröffentlichte. Über die Jahrzehnte entwickelte sich das Lied zu einem Klassiker und wurde in Folge mehr als 2000 mal gecovert. In den USA gilt es (neben White Christmas) als das sich am besten verkaufende Weihnachtslied. Es wird auch als Jazzstandard angesehen.

## Entstehung und Veröffentlichung
Geschrieben wurde das Lied 1945 gemeinsam von Mel Tormé und Robert Wells, die als Team zwischen 1945 und 1949 zusammenarbeiteten. The Christmas Song entstand an einem schwülen Julinachmittag. Wells schreib einige Zeilen mit winterlichen Bildern, um sich von der Hitze abzulenken. Wells und Tormé erkannten ihr Potenzial als Song, machten sich an die Arbeit und schufen den Song in weniger als einer Stunde. Obwohl Tormé selbst ein versierter Sänger war, war er der Meinung, dass ein bekannterer Name nötig sei, um gute Plattenverkäufe zu erzielen. Er und Wells spielten den Song Nat King Cole vor, dem das Lied gut gefiel.
Mit seinem Trio nahm Cole den Titel am 14. Juni 1946 auf. Auf Anregung von Cole entstand im August eine zweite Aufnahme mit einer kleinen Streichergruppe. Diese Version wurde am 14. Oktober 1946 veröffentlicht.
Die Erstveröffentlichung von The Christmas Song 1946 erfolgte als Single mit der Unterzeile Merry Christmas to You; die Single erschien bei Capitol Records in den Vereinigten Staaten als 10-Zoll-Schellackplatte mit der B-Seite In the Cool of the Evening (Katalognummer: 311). Im Folgejahr erschien eine weitere Singleausführung als 10-Zoll-Schellackplatte mit der B-Seite Laguna Mood (Katalognummer: 15201).
Cole nahm das Lied 1953 erneut auf, diesmal mit einem vollen Orchester, arrangiert und dirigiert von Nelson Riddle. 1961 entstand, wiederum mit einem großen Orchester, eine Stereoversion, arrangiert und dirigiert von Ralph Carmichael. Die Version von 1961 wurde zunächst auf der The Nat King Cole Story im Jahr 1961 (Katalognummer: WCL 1613) veröffentlicht und gilt allgemein als maßgeblich. Im Laufe der Jahre erschien das Stück auf diversen Kompilationen Coles.
Die Originalaufnahme von 1946 wurde 1974 in die Grammy Hall of Fame aufgenommen. 2022 wurde Coles Aufnahme aus dem Jahr 1961 von der Library of Congress zur Aufbewahrung im National Recording Registry der Vereinigten Staaten ausgewählt, da sie „kulturell, historisch oder ästhetisch bedeutsam“ sei.

## Coverversionen
Bisher entstanden wenigstens 2150 Versionen des Liedes, etwa von Bing Crosby (1947), Perry Como (1953), Mel Tormé (1955), Lauren Daigle (2018) oder Jacob Collier (2021). Dazu gehören auch Parodien (Draft Cards Burning (A Sixties Merry Christmas)  von Allan Sherman, 1965) und anderssprachige Versionen wie Joyeux Noël von Louis Morissette und Viele bunte Päckchen (von Kurt Hertha, gesungen von Rex Gildo 1965).
Im Bereich des Jazz wurde The Christmas Song unter anderem von Frank Sinatra (1957), Ella Fitzgerald (1959), Lena Horne (1966), Al Jarreau (1982), Etta Jones (1990), Helen Merrill (1991), The Manhattan Transfer/Tony Bennett (1992), Diana Krall (1995), Oliver Lake/Judy Bady (2001), Andrej Hermlin (2001), Lou Rawls (2004), Jenny Evans (2005), Nils Landgren (2006), Spyro Gyra (2008), Carol Sudhalter (2010) oder Simone Kopmajer (2020) gesungen. Instrumentalversionen nahmen Eddie Lockjaw Davis (1960), Kenny Burrell (1966), John Pizzarelli (1996), Rainer Heute (2000), John Zorn (2011) und Isaiah J. Thompson (2023) auf.

### Auswahl weiterer Coverversionen
- 1957: Frank Sinatra (Album: A Jolly Christmas from Frank Sinatra)
- 1967: Barbra Streisand (Album: A Christmas Album)
- 1993: Toni Braxton (Album: Snowflakes)
- 1994: Donna Summer (Album: Christmas Spirit)
- 1998: Céline Dion (Album: These Are Special Times)
- 1999: Christina Aguilera (Album: My Kind of Christmas)
- 2003: Udo Jürgens (Album: Es werde Licht)
- 2004: Michael Bublé (Album: Michael Bublé (Special Christmas Limited Edition))
- 2005: Sarah Connor (Album: Christmas in My Heart)
- 2012: Paul McCartney (Album: Kisses on the Bottom – Complete Kisses)
- 2019: Robbie Williams (Album: The Christmas Present)

## Chartplatzierungen

### Nat King Cole
| Periode   | Höchstplatzierung, GesamtwochenChartplatzierungen (Periode, Platzierungen, Wochen) | Höchstplatzierung, GesamtwochenChartplatzierungen (Periode, Platzierungen, Wochen) | Höchstplatzierung, GesamtwochenChartplatzierungen (Periode, Platzierungen, Wochen) | Höchstplatzierung, GesamtwochenChartplatzierungen (Periode, Platzierungen, Wochen) | Höchstplatzierung, GesamtwochenChartplatzierungen (Periode, Platzierungen, Wochen) |
| Periode   | DE                                                                                 | AT                                                                                 | CH                                                                                 | UK                                                                                 | US                                                                                 |
| --------- | ---------------------------------------------------------------------------------- | ---------------------------------------------------------------------------------- | ---------------------------------------------------------------------------------- | ---------------------------------------------------------------------------------- | ---------------------------------------------------------------------------------- |
| 1960/61   | —                                                                                  | —                                                                                  | —                                                                                  | —                                                                                  | US80 (2 Wo.)US                                                                     |
|           |                                                                                    |                                                                                    |                                                                                    |                                                                                    |                                                                                    |
|           |                                                                                    |                                                                                    |                                                                                    |                                                                                    |                                                                                    |
| 1962/63   | —                                                                                  | —                                                                                  | —                                                                                  | —                                                                                  | US65 (3 Wo.)US                                                                     |
|           |                                                                                    |                                                                                    |                                                                                    |                                                                                    |                                                                                    |
|           |                                                                                    |                                                                                    |                                                                                    |                                                                                    |                                                                                    |
| 1991/92   | —                                                                                  | —                                                                                  | —                                                                                  | UK69 (2 Wo.)UK                                                                     | —                                                                                  |
|           |                                                                                    |                                                                                    |                                                                                    |                                                                                    |                                                                                    |
|           |                                                                                    |                                                                                    |                                                                                    |                                                                                    |                                                                                    |
| 2007/08   | —                                                                                  | —                                                                                  | —                                                                                  | UK51 (2 Wo.)UK                                                                     | —                                                                                  |
|           |                                                                                    |                                                                                    |                                                                                    |                                                                                    |                                                                                    |
|           |                                                                                    |                                                                                    |                                                                                    |                                                                                    |                                                                                    |
| 2013/14   | —                                                                                  | —                                                                                  | —                                                                                  | —                                                                                  | US45 (1 Wo.)US                                                                     |
|           |                                                                                    |                                                                                    |                                                                                    |                                                                                    |                                                                                    |
|           |                                                                                    |                                                                                    |                                                                                    |                                                                                    |                                                                                    |
| 2015/16   | —                                                                                  | —                                                                                  | —                                                                                  | —                                                                                  | US38 (1 Wo.)US                                                                     |
| 2016/17   | —                                                                                  | —                                                                                  | —                                                                                  | UK77 (1 Wo.)UK                                                                     | US47 (1 Wo.)US                                                                     |
| 2017/18   | —                                                                                  | —                                                                                  | —                                                                                  | UK66 (1 Wo.)UK                                                                     | US37 (4 Wo.)US                                                                     |
| 2018/19   | —                                                                                  | —                                                                                  | CH54 (1 Wo.)CH                                                                     | UK56 (1 Wo.)UK                                                                     | US11 (5 Wo.)US                                                                     |
| 2019/20   | —                                                                                  | —                                                                                  | CH39 (1 Wo.)CH                                                                     | UK51 (2 Wo.)UK                                                                     | US16 (4 Wo.)US                                                                     |
| 2020/21   | DE50 (1 Wo.)DE                                                                     | —                                                                                  | CH89 (1 Wo.)CH                                                                     | UK56 (4 Wo.)UK                                                                     | US11 (6 Wo.)US                                                                     |
| 2021/22   | DE46 (5 Wo.)DE                                                                     | AT36 (4 Wo.)AT                                                                     | CH39 (3 Wo.)CH                                                                     | UK54 (5 Wo.)UK                                                                     | US11 (5 Wo.)US                                                                     |
| 2022/23   | DE30 (5 Wo.)DE                                                                     | AT29 (4 Wo.)AT                                                                     | CH29 (4 Wo.)CH                                                                     | UK35 (4 Wo.)UK                                                                     | US9 (6 Wo.)US                                                                      |
| 2023/24   | DE40 (4 Wo.)DE                                                                     | AT31 (4 Wo.)AT                                                                     | CH34 (4 Wo.)CH                                                                     | UK34 (5 Wo.)UK                                                                     | US11 (6 Wo.)US                                                                     |
| 2024/25   | DE35 (4 Wo.)DE                                                                     | AT31 (3 Wo.)AT                                                                     | CH27 (4 Wo.)CH                                                                     | UK32 (4 Wo.)UK                                                                     | US10 (5 Wo.)US                                                                     |
| Insgesamt | DE30 (19 Wo.)DE                                                                    | AT29 (15 Wo.)AT                                                                    | CH27 (18 Wo.)CH                                                                    | UK32 (31 Wo.)UK                                                                    | US9 (49 Wo.)US                                                                     |

grau schraffiert: keine Chartdaten aus diesem Jahr verfügbar

### Version von Justin Bieber feat. Usher
| Periode   | Höchstplatzierung, GesamtwochenChartplatzierungen (Periode, Platzierungen, Wochen) | Höchstplatzierung, GesamtwochenChartplatzierungen (Periode, Platzierungen, Wochen) |
| Periode   | UK                                                                                 | US                                                                                 |
| --------- | ---------------------------------------------------------------------------------- | ---------------------------------------------------------------------------------- |
| 2011/12   | UK91 (1 Wo.)UK                                                                     | US58 (1 Wo.)US                                                                     |
| Insgesamt | UK91 (1 Wo.)UK                                                                     | US58 (1 Wo.)US                                                                     |

### Version von Shawn Mendes & Camila Cabello
| Periode   | Höchstplatzierung, GesamtwochenChartplatzierungen (Periode, Platzierungen, Wochen) | Höchstplatzierung, GesamtwochenChartplatzierungen (Periode, Platzierungen, Wochen) |
| Periode   | DE                                                                                 | AT                                                                                 |
| --------- | ---------------------------------------------------------------------------------- | ---------------------------------------------------------------------------------- |
| 2020/21   | DE74 (3 Wo.)DE                                                                     | —                                                                                  |
| 2021/22   | DE72 (1 Wo.)DE                                                                     | AT68 (1 Wo.)AT                                                                     |
| 2022/23   | DE64 (2 Wo.)DE                                                                     | AT65 (1 Wo.)AT                                                                     |
| Insgesamt | DE64 (6 Wo.)DE                                                                     | AT65 (2 Wo.)AT                                                                     |

### Version von Olivia Dean
| Periode   | Höchstplatzierung, GesamtwochenChartsChartplatzierungen (Periode, Platzierungen, Wochen) |
| Periode   | UK                                                                                       |
| --------- | ---------------------------------------------------------------------------------------- |
| 2021/22   | UK19 (5 Wo.)UK                                                                           |
| Insgesamt | UK19 (5 Wo.)UK                                                                           |